# Das Testament eines Exzentrischen

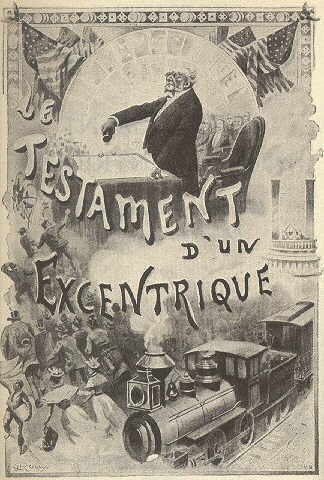
Titelseite der französischen Originalausgabe mit einer Illustration des Zeichners George Roux

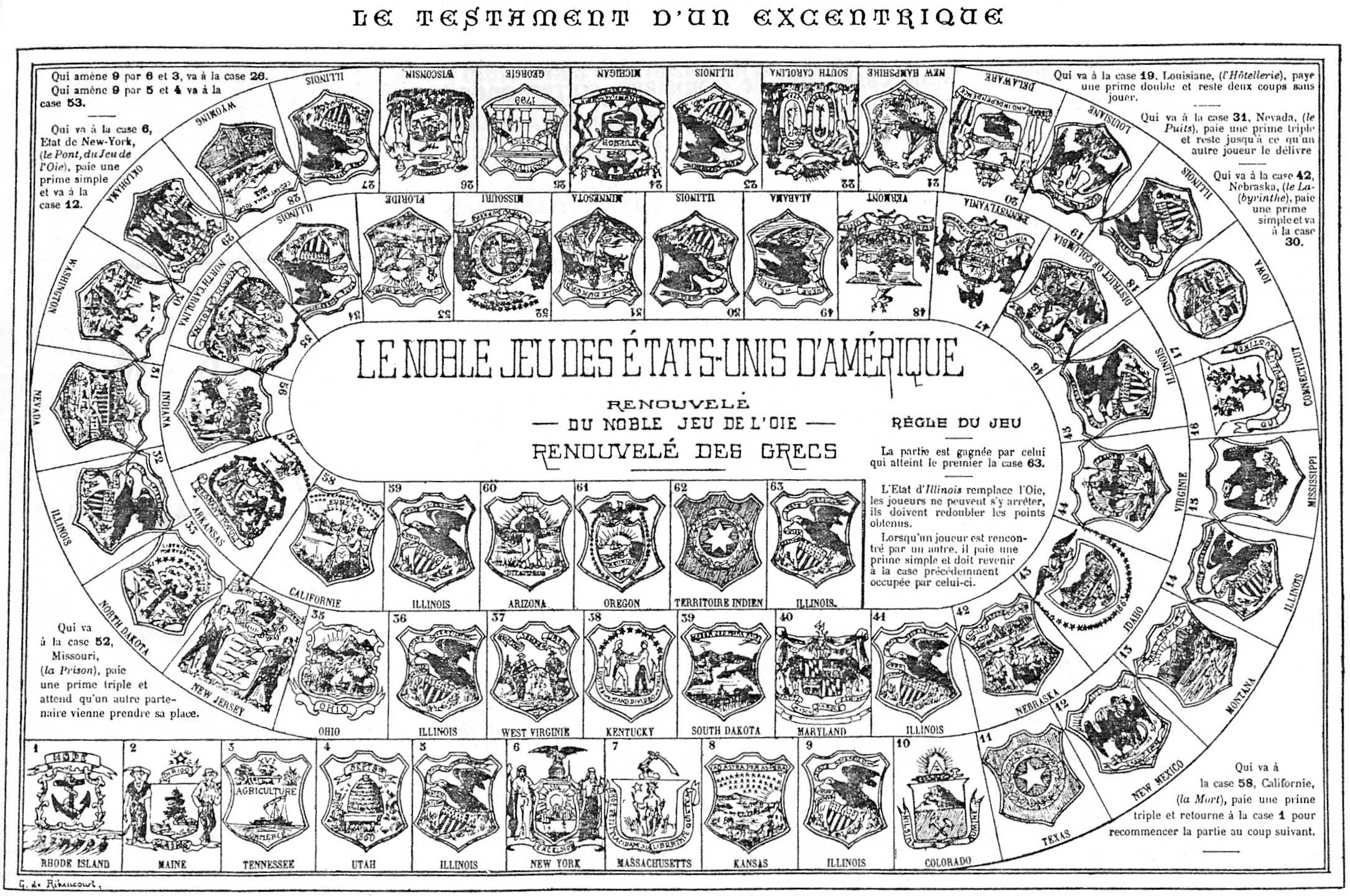
Spielplan aus dem Roman, gezeichnet von George Roux

Das Testament eines Exzentrischen (auch Das Testament eines Exzentrikers oder Das Testament eines Excentrischen) ist ein Roman des französischen Autors Jules Verne. Der Roman wurde erstmals 1899 von dem Verlag Pierre-Jules Hetzel unter dem französischen Titel Le Testament D’Un Excentrique veröffentlicht. Band I erschien am 3. August und Band II am 20. November 1899. Die erste deutschsprachige Ausgabe erschien 1900 unter dem Titel Das Testament eines Excentrischen. Der englische Titel des Romans lautet The Will of an Eccentric.

## Handlung
In Chicago versetzt 1897 ein Ereignis einen großen Teil der Bewohner der Stadt in Aufruhr. Der verstorbene Millionär William J. Hypperbone lässt am 3. April seine Beerdigung feiern. Hypperbone war Mitglied des Excentric Clubs, in dem die 50 wichtigsten Mitglieder der Grundstücksmaklerbranche, der Schlachthof- und Pökelindustrie sowie der Eisenbahn-, Öl- und Montangesellschaften von Chicago vertreten sind. Diese treffen sich Abend für Abend in den Räumen des Clubs, um die wichtigsten Tages- und Wochenzeitungen zu lesen sowie mit in der Regel hohen Einsätzen zu spielen. Exzentrisch war in der Vergangenheit allerdings lediglich der Hochzeitsplan Hypperbones, der in einem Alter von weniger als vierzig Jahren das hundertjährige Fräulein Anthonia Burgoyne heiraten wollte. Die betagte Braut verstarb allerdings an einem Keuchhustenanfall, bevor sie Hypperbone ihr Ja-Wort geben konnte. Hypperbone erfreute sich immer bester Gesundheit, verstarb allerdings plötzlich ohne ein vorheriges Anzeichen einer Krankheit. Hypperbone führte im Club das Edle Gänsespiel ein, das in der Regel ebenfalls mit hohen Einsätzen gespielt wurde. Das Spiel erinnert in der Bewegung über die Spielfelder an das von Kindern in Deutschland gespielte Leiterspiel.
Mitglieder des Clubs hoffen, dass sie durch das Testament des Verstorbenen für ihre hohen Spieleinsätze in der Vergangenheit entschädigt werden. Der Notar Tornbrock erklärt ihnen aber nur, dass der Leichenwagen Hypperbones von sechs Sargträgern begleitet werden soll, die durch das Los bestimmt werden. Das Los fällt auf den Landschaftsmaler Max Réal, den Journalisten Harris T. Kymbale, den Profiboxer Tom Crabbe, die Kassiererin eines Modegeschäftes Lissy Wag, den geizigen Pfandleiher Hermann Titbury und den pensionierten Offizier der Kriegsmarine Commodore Hodge Urrican. Das Testament soll erst zwölf Tage nach dem Begräbnis verlesen werden. Hypperbone hinterlässt keine Erben. Er lässt sich voller Pomp in seinem schon zu Lebzeiten gebauten Mausoleum beisetzen. Zwölf Tage später findet schließlich die öffentliche Testamentseröffnung statt. Die Neugier aller Amerikaner auf den Inhalt des Testaments ist bis dahin bereits ins Unermessliche gestiegen.
Im Theatersaal eines Hotels verliest der Notar Tornbrock vor 16.000 Zuschauern, die das Glück hatten eine Eintrittskarte zu ergattern, das Testament. Der Verstorbene wird seinem Ruf als Mitglied des Excentric Clubs voll gerecht. Es hat als Verfechter des vor allem in Großbritannien und Frankreich bekannten Edlen Gänsespiels festgelegt, dass dieses in überdimensionaler Weise mit den ausgelosten Teilnehmern quer durch die Bundesstaaten der USA zu spielen ist. Die einzelnen US-Staaten sind die Spielfelder, und die Spielfiguren sind die ausgelosten Teilnehmer. Je nachdem, wie der Würfel fällt, der regelmäßig durch den Notar Tornbrock zu ermitteln ist, haben sich die Teilnehmer zwischen den Bundesstaaten zu bewegen. Die damaligen Vereinigten Staaten bestehen aus 48 Bundesstaaten, davon sind 47 jeweils einmal als Spielfeld vorhanden und der Bundesstaat Illinois, in dem Chicago liegt, insgesamt vierzehnmal. Dabei sind auch Bundesstaaten als Spezialfelder definiert. New York dient als „Brücke“ (einfachen Einsatz zahlen und weiterziehen), Louisiana dient als „Wirtshaus“ (doppelten Einsatz zahlen, Partner zweimal würfeln lassen), Nevada dient als „Schacht“ (Ablösung abwarten und einfachen Einsatz zahlen), Nebraska als „Labyrinth“ (dreifachen Einsatz zahlen und zurückziehen), Missouri als „Gefängnis“ (Ablösung abwarten und dreifachen Einsatz zahlen) und Kalifornien als „Totenkopf“ (zurück zum Spielbeginn und einfachen Einsatz zahlen). An bestimmten Stellen müssen „Strafzahlungen“ in die Spielkasse geleistet werden. Das Spiel wird von dem Teilnehmer gewonnen, der als Erster wieder im dreiundsechzigsten Feld (in Chicago) ankommt. In seinem Testament nennt Hypperbone sein Spiel das „Edle Vereinigte Staaten-Spiel“. Der Sieger dieses Spiels wird der Alleinerbe von über sechzig Millionen Dollar sein. Der zweite der Teilnehmer soll das Geld erhalten, das in die Spielkasse eingezahlt wurde. Es entsteht ein Tumult, da die Aussicht eines Millionenerbes der erste Preis in diesem gigantischen Spiel ist. Das ist nach dem Geschmack der Amerikaner. In einem Kodizill, das ebenfalls von Notar Tornbrock verlesen wird, ist zusätzlich festgelegt, dass ein Unbekannter, der als X. K. Z. bezeichnet wird, als siebter Teilnehmer an dem Spiel teilnehmen wird. Dadurch gibt es nicht die Möglichkeit, dass sich die sechs ausgelosten Teilnehmer untereinander einigen und unabhängig vom Ergebnis des Spiels eine Aufteilung des Erbes vornehmen.
Während des Spieles reisen die sieben Teilnehmer kreuz und quer durch die Vereinigten Staaten. Jules Verne schildert dabei sein umfassendes geografisches Wissen. Die Spielteilnehmer suchen die bekanntesten Sehenswürdigkeiten der damaligen USA auf. Die Reiseroute ist abhängig von den willkürlichen Ergebnissen des Würfelns mit den daran geknüpften Abhängigkeiten des Spielverlaufs. Die Protagonisten erleben während ihrer jeweiligen Reisen verschiedene Abenteuer. Hermann Titbury wird im Bundesstaat Maine wegen des Vergehens gegen die dort geltende Prohibition zu einer Geldstrafe verurteilt, da er in einer Kneipe für sich und seine Frau zwei Whiskys bestellt. Dabei kommt heraus, dass er einen falschen Namen angegeben hat. Dafür wird er zusätzlich zu einer Gefängnisstrafe verurteilt. Bei Salt Lake City in Utah wird er mit seiner Frau von einem Unbekannten unter einem Vorwand in ein abgelegenes Hotel gelockt und erst nach der Zahlung eines Lösegeldes von 2000 Dollar wieder freigelassen. Lissy Wag erkrankt an einer Bronchitis und wird fälschlicherweise für tot erklärt. Der vornehme Humphrey Weldon meldet sich als Förderer von Lissy Wag und lässt sie wissen, dass er auf ihren Sieg setzt. Kymbale duelliert sich mit Urrican bei der Vorbeifahrt ihrer beiden Züge. Beide überstehen den Vorfall jedoch unverletzt. Lissy Wag wird gemeinsam mit ihrer Freundin Jovita Foley und Max Réal von Unbekannten überfallen, die durch eine Entführung die Weiterreise von Lissy Wag verhindern wollen. Dabei wird Max Réal von einem der Räuber mit einem Messer im Rücken schwer verwundet. Er wird allerdings kurz darauf bei einem Besuch bei Lissys Mutter durch die Verlobung mit Lissy für dieses Ereignis entschädigt.
Inzwischen ist jedoch der immer noch unbekannte X. K. Z. zum Sieger des Spiels erklärt worden, da dieser als Erster auf dem Zielfeld 63 in Illinois angekommen ist. Eine Woche danach ist das Geheimnis um seine Identität immer noch nicht gelüftet. Am 15. Juli läutet die Glocke auf dem Mausoleum Hypperbones. Der Notar Tornbrock, die Mitglieder des Excentric Clubs und die sechs ausgelosten Spielteilnehmer begeben sich in das Mausoleum. Die Volksmassen bahnen sich einen Weg auf den Friedhof. X. K. Z. fehlt nach wie vor. Der Sarg Hypperbones öffnet sich und der vermeintlich Verstorbene steht vor ihnen. Lissy und Jovita erkennen in ihm Humphrey Weldon. Er ist auch der geheimnisvolle X. K. Z. Nach der Beerdigungszeremonie in seinem Mausoleum war Hypperbone aus einer kataleptischen Starre erwacht. Er hat mit der Hilfe seines Anwalts die Chance wahrgenommen, selbst als großer Unbekannter an seinem eigenen Lieblingsspiel teilzunehmen. Dabei ging er als echter Spieler auch das Risiko ein, all sein Vermögen an einen der anderen Teilnehmer zu verlieren. Hypperbone heiratet schließlich Jovita Foley, die Freundin der in dem Spiel zweitplatzierten Lissy Wag. Diese heiratet wiederum ihren Verlobten Max Réal.